# Felicity Huffman
Felicity Kendall Huffman (Bedford, New York, 1962. december 9. –) Primetime Emmy- és Golden Globe-díjas amerikai színésznő. 
Legismertebb szerepe Lynette Scavo a Született feleségek című sorozatban.

## Pályafutása
A középiskola után a New York-i Egyetemre ment, ahol diplomát szerzett 1988-ban. Még ebben az évben szerepet kapott egy filmben, majd főszerepet kapott Az aranykor című Stephen King adaptációban. Ezután mellékszerepek sora következett, majd 1996-ban szerepet kapott a Bedtime című sorozatban, de a széria rövid életűnek bizonyult.
1998-ban Aaron Sorkin (akit Az elnök emberei szülőatyjaként jegyeznek) szerződtette Huffmant a Sports Night című vígjátéksorozatba. A széria mindössze 2 évet ért meg, a színésznőnek azonban meghozta a Golden Globe-jelölést.
Ezután mozi- és tv-filmek, sorozatszerepek következtek, Huffman többek közt szerepelt az Out of Order (Változó idők) és a Frasier című sorozatokban, valamint olyan filmekben mint a Magnólia, Háború a háborúról vagy a House Hunting.
Az igazi áttörést azonban az ABC szériája, a Született feleségek hozta meg Huffman számára. Lynette Scavo karaktere a hírnév mellett egy Emmy-díjat is hozott.
A siker azóta is töretlen, 2005-ben a Transamerica című filmben nyújtott alakításáért Oscarra jelölték, és Golden Globe-díjat is nyert, Huffman pedig évről évre feltűnik egy-egy főszerepben.
2009-ben kiderült, hogy ő is helyet kap a Hollywoodi hírességek sétányán.

## Magánélete
A Flicka becenévre hallgató színésznő Bedfordban született Grace Valle színésznő és a bankár Moore Peters Huffman lányaként. Születése után egy évvel szülei elváltak, ő édesanyjával maradt. A színésznőnek 7 testvére van.
1997. szeptember 6-án feleségül ment a szintén színész William H. Macy-hez. Két lányuk született, Sofia Grace (2000. augusztus 1.) és Georgia Grace (2002. március 14.).
2019 márciusában az Amerikai Szövetségi Ügyészség csalás és vesztegetés vádjával Los Angelesben őrizetbe vette Felicity Huffmant, akit azzal vádolnak több más neves és vagyonos szülővel együtt, hogy kenőpénzt fizettek egy főiskolai előkészítő vállalkozásnak, hogy hamis vizsgaeredményekkel és élsportolói státusz igazolásával elit amerikai egyetemekre, mint a Yale, a Stanford, juttassák be gyermekeiket, kijátszva a felvételi rendszert.

## Filmográfia

### Film
| Év   | Magyar cím                            | Eredeti cím                                       | Szerep                  | Magyar hang        |
| ---- | ------------------------------------- | ------------------------------------------------- | ----------------------- | ------------------ |
| 1988 | Egyszer fenn, egyszer lenn            | Things Change                                     | szerencsekerék lány     |                    |
| 1990 | A szerencse forgandó                  | Reversal of Fortune                               | Minnie                  |                    |
| 1995 | Adatrablók                            | Hackers                                           | ügyész                  |                    |
| 1997 | A képlet csapdája                     | The Spanish Prisoner                              | Pat McCune              | Spilák Klára       |
| 1999 | Magnólia                              | Magnolia                                          | Cynthia                 | Fehér Juli         |
| 2003 |                                       | House Hunting                                     | Sheila                  |                    |
| 2004 | Kisanyám – Avagy mostantól minden más | Raising Helen                                     | Lindsay Davis           | Menszátor Magdolna |
| 2004 | Kelekótya karácsony                   | Christmas with the Kranks                         | Merry                   |                    |
| 2005 | Transamerica                          | Transamerica                                      | Sabrina 'Bree' Osbourne | Für Anikó          |
| 2006 |                                       | Choose Your Own Adventure: The Abominable Snowman | Nima pilóta (hangja)    |                    |
| 2007 |                                       | Darius Goes West                                  | önmaga                  |                    |
| 2007 | Anya, lánya, unokája                  | Georgia Rule                                      | Lilly                   | Götz Anna          |
| 2007 | Anya, lánya, unokája                  | Georgia Rule                                      | Lilly                   | Solecki Janka      |
| 2008 | Csodaországban                        | Phoebe in Wonderland                              | Hillary Lichten         |                    |
| 2010 |                                       | Lesster (rövidfilm)                               | Mrs. Geary              |                    |
| 2013 | Bízz bennem!                          | Trust Me                                          | Agnes                   | Für Anikó          |
| 2014 | Sodródva                              | Rudderless                                        | Emily                   | Für Anikó          |
| 2014 | Big Game – A nagyvad                  | Big Game                                          | CIA igazgató            | Spilák Klára       |
| 2014 | Boldogság bármi áron                  | Cake                                              | Annette                 | Spilák Klára       |
| 2015 | Ifjú bűnök                            | Stealing Cars                                     | Kimberly Wyatt          | Pápai Erika        |
| 2017 |                                       | Krystal                                           | Poppy                   |                    |
| 2019 | Anyainvázió                           | Otherhood                                         | Helen Halston           |                    |
| 2019 |                                       | Tammy's Always Dying                              | Tammy MacDonald         |                    |

### Televízió
| Év        | Magyar cím                          | Eredeti cím                   | Szerep                          | Megjegyzések                                                 |
| --------- | ----------------------------------- | ----------------------------- | ------------------------------- | ------------------------------------------------------------ |
| 1978      |                                     | ABC Afterschool Special       | Sara Greene                     | 1 epizód                                                     |
| 1988      |                                     | Lip Service                   | Woman P.A.                      | tévéfilm                                                     |
| 1991      | Az aranykor                         | Golden Years                  | Terry Spann                     | minisorozat (7 epizód)                                       |
| 1992      | Nincs menekvés                      | Quicksand: No Escape          | Julianna Reinhardt              | tévéfilm                                                     |
| 1992      | A sárkány törvénye                  | Raven                         | Sharon Prior                    | 1 epizód                                                     |
| 1992      |                                     | The Water Engine              | lány a táncteremben             | tévéfilm                                                     |
| 1992      | A nyomozó                           | The Heart of Justice          | Annie                           | tévéfilm                                                     |
| 1992–1997 | Esküdt ellenségek                   | Law & Order                   | Hillary Colson / Diane Perkins  | két epizód                                                   |
| 1993      | X-akták                             | The X-Files                   | Dr. Nancy Da Silva              | - 1 epizód (A jég) - magyar hangja: - Balogh Erika           |
| 1996      | A kiválasztott – Az amerikai látnok | Early Edition                 | Tagliatti nyomozó               | 1 epizód                                                     |
| 1996      |                                     | Bedtime                       | Donna                           | minisorozat (1 epizód)                                       |
| 1996      |                                     | Harrison: Cry of the City     | Peggy Macklin                   | tévéfilm                                                     |
| 1997      | Chicago Hope kórház                 | Chicago Hope                  | Ellie Stockton                  | 1 epizód                                                     |
| 1998–2000 | Esti meccsek                        | Sports Night                  | Dana Whitaker                   | állandó szereplő (45 epizód)                                 |
| 1999      | Kritikus pont                       | A Slight Case of Murder       | Kit Wannamaker                  | - tévéfilm - magyar hangja: - Für Anikó                      |
| 2001      | Az elnök emberei                    | The West Wing                 | Ann Stark                       | 1 epizód                                                     |
| 2001      | Félrekattintás                      | Snap Decision                 | Carrie Dixon                    | tévéfilm                                                     |
| 2002      | Háború a háborúról                  | Path to War                   | Lady Bird Johnson               | - tévéfilm - magyar hangja: - Andai Katalin                  |
| 2002      | Házról házra                        | Door to Door                  | Joey anyja (cameo)              | - tévéfilm - magyar hangja: - Für Anikó                      |
| 2002      |                                     | Girls Club                    | Marcia Holden                   | 1 epizód                                                     |
| 2002–2003 | Kim Possible                        | Kim Possible                  | Dr. Betty Director (hangja)     | 2 epizód                                                     |
| 2003      | Változó idők                        | Out of Order                  | Lorna Colm                      | minisorozat (6 epizód)                                       |
| 2003      | Frasier – A dumagép                 | Frasier                       | Julia Wilcox                    | visszatérő szereplő (8 epizód)                               |
| 2004      |                                     | The D.A.                      | Charlotte Ellis                 | visszatérő szereplő (3 epizód)                               |
| 2004      | Ártatlan bűnös                      | Reversible Errors             | Gillian Sullivan                | - tévéfilm - magyar hangjai: - Vándor Éva - Kökényessy Ági   |
| 2004–2012 | Született feleségek                 | Desperate Housewives          | Lynette Scavo                   | - állandó szereplő (180 epizód) - magyar hangja: - Für Anikó |
| 2006      | A színfalak mögött                  | Studio 60 on the Sunset Strip | önmaga                          | 1 epizód                                                     |
| 2015–2017 | Bűnök és előítéletek                | American Crime                | Barb Hanlon                     | 1. évad (11 epizód)                                          |
| 2015–2017 | Bűnök és előítéletek                | American Crime                | Leslie Graham                   | 2, évad (10 epizód)                                          |
| 2015–2017 | Bűnök és előítéletek                | American Crime                | Jeanette Hesby                  | 3. évad (8 epizód)                                           |
| 2017      | BoJack Horseman                     | BoJack Horseman               | önmaga (hangja)                 | 2 epizód                                                     |
| 2018      | Szóljatok a köpcösnek! – A sorozat  | Get Shorty                    | Clara Dillard különleges ügynök | 10 epizód                                                    |
| 2019      | A Central parki ötök                | When They See Us              | Linda Fairstein                 | minisorozat (3 epizód)                                       |

## Fontosabb díjak és jelölések
Oscar-díj
- 2006: Legjobb női főszereplő (filmben) - Transamerica (jelölés)

Critics Choice-díj
- 2015: Legjobb női főszereplő televíziós minisorozatban vagy tévéfilmben - American Crime (jelölés)
- 2006: Legjobb színésznő (filmben) - Transamerica (jelölés)

Emmy-díj
- 2015: Legjobb női főszereplő televíziós minisorozatban vagy tévéfilmben - American Crime (jelölés)
- 2007: Legjobb női főszereplő vígjátéksorozatban - Desperate Houseviwes (jelölés)
- 2005: Legjobb női főszereplő vígjátéksorozatban - Desperate Houseviwes (díj)

Golden Globe-díj
- 2016: Legjobb női főszereplő minisorozatban vagy tévéfilmben - American Crime (jelölés)
- 2007: Legjobb női főszereplő vígjátéksorozatban - Desperate Housewives (jelölés)
- 2006: Legjobb női főszereplő drámai filmben - Transamerica (díj)
- 2006: Legjobb női főszereplő vígjátéksorozatban - Desperate Housewives (jelölés)
- 2005: Legjobb női főszereplő vígjátéksorozatban - Desperate Housewives (jelölés)
- 2000: Legjobb női főszereplő vígjátéksorozatban - Sports Night (jelölés) SAG-díj
  - 2009: Legjobb szereplőgárda vígjátéksorozatban - Desperate Houseviwes (jelölés)
  - 2008: Legjobb szereplőgárda vígjátéksorozatban - Desperate Houseviwes (jelölés)
  - 2007: Legjobb szereplőgárda vígjátéksorozatban - Desperate Houseviwes (jelölés)
  - 2007: Legjobb színésznő vígjátéksorozatban - Desperate Houseviwes (jelölés)
  - 2006: Legjobb szereplőgárda vígjátéksorozatban - Desperate Houseviwes (díj)
  - 2006: Legjobb színésznő vígjátéksorozatban - Desperate Houseviwes (díj)
  - 2006: Legjobb színésznő (filmben) - Transamerica (jelölés)
  - 2005: Legjobb szereplőgárda vígjátéksorozatban - Desperate Houseviwes (díj)
  - 2000: Legjobb szereplőgárda vígjátéksorozatban - Sports Night (jelölés)

Independent Spirit-díj
- 2006: Legjobb női főszereplő - Transamerica (díj)